# Berlins bymur
 Ikke at forveksle med Berlinmuren.
Berlins bymur var, som navn antyder, en bymur, der omkransede Berlin. Den blev opført i middelalderen, og gik rundt om de to tvillingebyer Alt-berlin og Cölln. Der var flere byporte og passager, som tillod adgang til og fra byen. Den blev revet ned i 1600-tallet, og der findes kun få rester i dag.

## Historie
Bymuren blev opført i 1100- og 1200-tallet, hvor Alt-Berlin og Cölln lå på hver sin side af floden Spree. Man opførte en beskyttende volde og palisader om begge byer for at beskytte mod fjender. I 1250 blev den erstattet med en befæstet stenmur, der var op til 2 meter høj. Da Spree løb mellem de to byer, var der ingen mur her.
I 1200-tallet blev muren renoveret og forhøjet med teglsten i op til 5 meters højde. I 1400-tallet blev der gravet to voldgrave uden for bymuren, som var omkring 15 m bred, med en op til 10 m høj jordvold imellem dem.
I de følgende århundrede forfaldt bymuren, og i 1600-tallet blev den revet ned og erstattet med et nyt fæstningsanlæg med flere bastioner. Denne vold omfattede et større område, men blev fjernet i 1734.

## Placering
Berlins bymur løb øst for Spree nogenlunde langs Waisenstraße videre parallelt med der, hvor Berliner Stadtbahn løber til Burgstraße i nord. I Cölln-området fulgte den ligeledes Spree, hvor Friedrichsgracht går i dag, og op til Schleusenbrücke ved Kupfergraben. Derfor gik den igen vestpå til Spree. Da Memhardt-planen blev lavet var denne del af bymuren allerede fjernet og Berliner Stadtschloss var opført.
Der er stadig rester af den gamle bymur mellem Littenstrasse og Waisenstrasse. Disse dele overlevede, fordi de fungerede som vægge mellem boliger. I 1948 blev resterne af muren renoveret og fredet.